# UTC-7
Часово отместване UTC-7 се използва в:

## Като стандартно време (през цялата година)
- Канада
  - Част от долината Пийс Ривър в Британска Колумбия

- САЩ
  - Аризона

- Мексико
  - Сонора

## Като стандартно време през зимния сезон
- Канада
  - Алберта
  - Британска Колумбия (югоизточната част)
  - Северозападни територии (по-голямата част)
  - Нунавут (западната част)
  - Саскачеван (само град Лойдминстър и района около него)

- САЩ
  - Щатите Колорадо, Монтана, Ню Мексико, Уайоминг
  - По-голямата част от Айдахо
  - Западните части на Канзас, Небраска, Оклахома, Южна Дакота и Тексас
  - Югозпадните части на Северна Дакота
  - Малки райони в източните части на Орегон и Невада

- Мексико
  - Южна Долна Калифорния
  - Чиуауа (приета през 1998)
  - Наярит (по-голямата част от щата)
  - Синалоа

## Като лятно часово време
- Канада
  - Британска Колумбия (по-голямата част)
  - Юкон

- Мексико
  - Долна Калифорния

- САЩ
  - Щатите Калифорния и Вашингтон
  - По-голямата част от Невада и Орегон
  - Северната част от Айдахо